# Sharksploitation (pel·lícula)
Sharksploitation és una pel·lícula documental estatunidenca de 2023 escrita i dirigida per Stephen Scarlata, que també va produir la pel·lícula juntament amb Kerry Deignan Roy i Josh Miller. El documental examina el subgènere cinematogràfic conegut com a sharksploitation, que se centra en els taurons i els atacs d'aquests peixos. S'ha doblat i subtitulat al català.
El documental va ser produït per Shudder, que el va incorporar a la seva plataforma el 21 de juliol de 2023.